# Drassodes meghalayaensis
Drassodes meghalayaensis är en spindelart som beskrevs av Benoy Krishna Tikader och Gajbe 1977. Drassodes meghalayaensis ingår i släktet Drassodes och familjen plattbuksspindlar. Inga underarter finns listade i Catalogue of Life.